# Congomochtherus elferinki
Congomochtherus elferinki is een vliegensoort uit de familie van de roofvliegen (Asilidae). De wetenschappelijke naam van de soort is voor het eerst geldig gepubliceerd in 1987 door Londt & Tsacas.